# Egbert Post
Egbert Post (15 juni 1958) is een Nederlands voormalig langebaanschaatser en trainer van de junioren-A van het inline-skaten en daarvoor van vijf Chinese schaatsers. Hij is lid van IJsvereniging Groningen. Post deed eenmaal internationaal mee. In 1986 werd hij op het Europees kampioenschap 19e. Op het Nederlandse kampioenschappen marathonschaatsen op kunstijs won hij bij de veteranen in 2001, 2003 en 2004.
Het team van Chinese schaatsers dat Post onder zijn hoed had was de selectie van de provincie Jilin: Yan Fang, Dong Feifei, Sun Longjiang, Zhao Xin en Cheng Yue. Dong behaalde in september 2011 het landelijk nieuws toen zij tijdens een fietstraining het team kwijtraakte. Doordat ze geen gsm bij zich had, nauwelijks Engels spreekt wist zij door een Chinees restaurant dat zij onderweg tegenkwam de weg terug te vinden.

## Persoonlijke records
| Afstand      | Tijd     | Datum            | Baan       |
| ------------ | -------- | ---------------- | ---------- |
| 500 meter    | 39,48    | 30 december 1981 | Inzell     |
| 1000 meter   | 1.19,29  | 6 februari 1983  | Utrecht    |
| 1500 meter   | 1.58,93  | 30 december 1981 | Inzell     |
| 3000 meter   | 4.16,9   | 8 januari 1985   | Heerenveen |
| 5000 meter   | 7.04,44  | 2 januari 1988   | Heerenveen |
| 10.000 meter | 15.10,66 | 3 februari 1985  | Alkmaar    |

## Resultaten
| Jaar | NK Afstanden | NK Allround | EK Allround |
| ---- | ------------ | ----------- | ----------- |
| 1981 |              | 9e          |             |
| 1982 |              | 5e          |             |
| 1983 |              | 9e          |             |
| 1984 |              | 6e          |             |
| 1985 |              | 6e          |             |
| 1986 |              | 5e          | NC19        |
| 1987 | 10e 5000m    |             |             |
| 1992 | 17e 5000m    |             |             |